# Brünzow
Brünzow (pol. hist. Broniszów) – gmina w Niemczech, wchodząca w skład Związku Gmin Lubmin w powiecie Vorpommern-Greifswald, w kraju związkowym Meklemburgia-Pomorze Przednie.